# Olfersia speciosa
Olfersia speciosa là một loài dương xỉ trong họ Dryopteridaceae. Loài này được Klotzsch ex E. Fourn. mô tả khoa học đầu tiên..
Danh pháp khoa học của loài này chưa được làm sáng tỏ. 